# 赤い高粱
『赤い高粱』（あかい こうりゃん、繁体字: 紅高粱家族; 簡体字: 红高粱家族）は中国のノーベル文学賞作家莫言による長編小説。「赤い高粱《紅高粱》」「高粱の酒《高粱酒》」「犬の道《狗道》」「高粱の葬礼《高粱殯》」「犬の皮《狗皮》または《奇死》」の五つの章から成る。1986年に各章は初め中編小説として発表され、1987年に長編小説『赤い高粱《紅高粱家族》』として解放軍文芸出版より出版された。

## 概要
1980年代に中国文壇で起こった伝統文化への目指すルーツ探求運動（尋根運動）の中で生まれた小説。その叙述方法は、中国伝統の民間の伝奇小説の流れを汲むとともに、アメリカの作家ウィリアム・フォークナーや、コロンビアの作家ガブリエル・ガルシア＝マルケスの影響を受けていると言われる。

## あらすじ
物語は、作者の故郷である山東省高密の農村を舞台として、日本軍、国民革命軍、八路軍、匪賊が激しい勢力争いを繰り広げる日中戦争下の時代を中心に、ある一家と周辺の人々をめぐる1923年から1976年までの出来事を描いている。叙述のスタイルは語り手の「わたし」が、自身の父（豆官）、祖父（余占鰲）、祖母（戴鳳蓮）らの事績を村の老人等から聞き取って語るといった形をとる。

### 第１章
1939年8月9日の朝、14歳の豆官は、日本軍の自動車隊を待ち伏せ攻撃するために、父親の余占鰲が率いる三十余人の遊撃隊とともに村を出る。待ち伏せ場所の墨水河の土手に到着した余占鰲は部隊を二手に分け、高粱畑に身を隠して日本軍が来るのを待つ。昼近くなっても、日本軍も、待ち伏せ攻撃を持ちかけた国民党軍の冷支隊もいっこうに姿を見せない。余占鰲は豆官に、村に戻って母親（戴鳳蓮）に昼食を作って持ってくるように伝えるよう命じる。豆官の母親と隊員の妻の2人が昼食を持って墨水河の土手に到着すると同時に、日本軍の自動車隊が現れ、戦闘になる。余占鰲と豆官は日本軍の少将を撃ち取るなど戦果を挙げるが、豆官の母親をはじめ隊員のほとんどが戦闘で命を落とす。戦闘が終わりに差し掛かった時に、ようやく冷麻子率いる冷支隊が姿を現し、残りの日本軍を掃討する。余占鰲は自分たちを捨て駒に使った冷麻子に対する怒りを露わにする。

### 第２章
1923年、満16歳になった戴鳳蓮は、高密県東北郷の裕福な造り酒屋であった単廷秀の一人息子・単扁郎と結婚するが、結婚の三日後、里帰りのため実家に帰る途上、嫁入り駕籠を担ぐ人足であった24歳の余占鰲と高粱畑の中で男女の契りを結ぶ。数日後、単家に忍び込んだ余占鰲は、火事騒ぎを起こし、混乱に乗じて単父子を殺害する。村長の五猴子は戴鳳蓮が父子の殺害を手引きしたと疑い、県長の曹夢九に訴えるが、曹夢九は、戴鳳蓮は無実であると裁定を下し、その求めに応じて彼女を自身の養女にする。単家の造り酒屋の女主人となった戴鳳蓮は、番頭の劉羅漢大爺や杜氏たちの心を掴み、その経営手腕によって店はこれまで以上に繁盛する。そうした中、余占鰲が「自分を雇って欲しい」といって現れる。酒屋で働き始めた余占鰲の横暴な振る舞いに周囲は手を焼くが、その発案によって蒸留方法の技術革新がもたらされ高級な特製蒸留酒が生み出される。しだいに、戴鳳蓮と余占鰲は公然と関係を結ぶようになり、余占鰲は酒屋の主人に収まる。

### 第３章
1939年8月15日、日本軍と傀儡中国軍が村を襲撃し、家々に火を放ち、大人は余占鰲のほか四十歳の足が不自由な男（郭羊）、目が不自由な男（姓名年齢不詳）、四十過ぎの女（劉氏）の四人、子どもは豆官のほか二人の少年（王光、徳治）と一人の少女（倩児）の四人の、合計八人だけが生き残る。翌朝、八路軍膠高大隊が村に現れる。大隊長の江小脚は、余占鰲に共産党軍への参入と武器の供与を求める。余占鰲は共産党軍への参入については消極的な態度を示すが武器の供与については認める。そこに、国民党軍の冷支隊が現れ、両軍は一触即発となる。余占鰲は冷麻子に対して怒りをぶつけ、江小脚は余占鰲を支持する。面目をつぶされた冷麻子は支隊とともに村を立ち去る。その後、余占鰲はチフスを病み、膠高大隊と冷支隊は小競り合いを続ける。その年の冬、豆官は王光、徳治、倩児らを引き連れて村人の死体を食い荒らす犬の群れに戦いを挑むが、智謀にたけた赤犬を首領とする犬たちの反撃を受け、仲間の王光、徳治を失い、豆官自身も赤犬に股間を噛まれる重傷を負う。余占鰲は大きく嘆き悲しむが、息子の怪我が深刻なものでないことを知り、希望を抱く。

### 第４章
1941年4月、「黒眼」率いる秘密結社「鉄板会」は、江小脚、冷麻子をそれぞれ人質として膠高大隊、冷支隊から大量の武器と軍馬を手に入れる作戦に成功し、高密県最強の勢力となっていた。これらの作戦を指揮し、鉄板会の幹部となっていた余占鰲は、戴鳳蓮の葬儀を盛大に営むことを決める。葬儀の前日、村に現れた旅医者に余占鰲が襲われて負傷し、倒れた蝋燭の火により鉄板会の本部であったアンペラ小屋が炎上する。翌日、前日の事件にも関わらず葬儀は予定通り執り行われる。柩を輿に乗せる段となり、六十四人の鉄板会の会員が持ち上げようとするが柩は持ち上がらない。余占鰲によって柩はようやく持ち上がり、輿に乗せられる。すべての儀式を終え、戴鳳蓮の柩を乗せた輿が村から墓地に向かう途上、葬列は膠高大隊による襲撃を受け戦闘となる。膠高大隊が優勢の中、今度は冷支隊が現れ、膠高大隊と鉄板会を襲撃する。黒眼をはじめ鉄板会会員の多くが殺害され、余占鰲は江小脚とともに捕らえられる。冷麻子は両者を処刑すると伝える。冷支隊が朝食を食べているところに日本軍が現れ、戦闘となる。冷支隊は捕虜たちの縄を切り、鉄板会、膠高大隊の生き残りとともに日本軍に立ち向かう。

### 第５章
1937年、日本軍が高密県城を占領したという噂が広まる中、もと戴鳳蓮の小間使いで、余占鰲の愛人となっていた二奶奶が住む咸水口子村が日本兵に襲われる。翌日、咸水口子村に駆けつけた余占鰲は、倒れている二奶奶と娘の香官を発見する。香官はすでに死んでいた。復讐の怒りに燃える余占鰲を劉羅漢大爺が押しとどめ、二奶奶と香官は馬車に乗せられて村に運ばれる。戴鳳蓮が湯を沸かし二奶奶の体を拭くと、二奶奶は叫び声やうめき声を上げる。その後、二奶奶は声を上げることはなくなり、その顔には微笑みすら浮かぶが、その下半身からは一日中出血が止まらない。診察した医者は、二奶奶がすでに死んでいることを伝え、葬儀の手筈を整えるように勧める。戴鳳蓮らが二奶奶の葬儀の準備を進めていると、二奶奶は五十を過ぎた老人のような声で激しい罵声を発するようになる。人々は二奶奶が物の怪に憑かれていると考え、呪術師の李山人を呼ぶ。李山人が悪魔祓いの道術を施すと二奶奶は息を引き取る。一方、日本兵を咸水口子村に道案内したことで結果的に惨劇のきっかけをもたらすことになった村の男、成麻子は、村の復讐のために膠高大隊に入り犬の皮をかぶった精鋭部隊の一員として軍功を挙げるが、自らが敵の営舎を襲撃した光景とかつて村が襲撃された光景が重なり、心に痛みを感じて縊死する。

## 初出
- 「赤い高粱《紅高粱》」 - 『人民文学』1986年・3期
- 「高粱の酒《高粱酒》」 - 『解放軍文芸』1986年・7期
- 「犬の道《狗道》」 - 『十月』1986年・4期
- 「高粱の葬礼《高粱殯》」 - 『北京文学』1986年・8期
- 「犬の皮《狗皮または奇死》」 - 『崑崙』1986年・6期[3]

## 日本語訳
- 『赤い高粱（コーリャン）』井口晃訳、徳間書店〈現代中国文学選集6〉、1989年4月。ISBN 4-19-303856-4。……第1章「赤い高粱」、第2章「高粱の酒」を収録。
  - 『赤い高粱』井口晃訳、岩波書店〈岩波現代文庫：文芸〉、2003年12月16日。ISBN 978-4006020798。
- 『赤い高粱（続）』井口晃訳、徳間書店〈現代中国文学選集12〉、1990年10月。ISBN 4-19-304368-1。……第3章「犬の道」、第4章「高粱の葬礼」、第5章「犬の皮」を収録。
  - 『続 赤い高粱』井口晃訳、岩波書店〈岩波現代文庫：文芸 217〉、2013年3月15日。ISBN 978-4006022174。

## 映像化
1987年にチャン・イーモウ監督によって第1章「赤い高粱」と第2章「高粱の酒」が『紅いコーリャン』としてコン・リー主演で映画化された他、2014年に『紅いコーリャン 〜紅高梁』としてジョウ・シュン主演でテレビドラマ化されている。